# Pseudorhaphitoma ditylota
Pseudorhaphitoma ditylota is een slakkensoort uit de familie van de Mangeliidae. De wetenschappelijke naam van de soort is voor het eerst geldig gepubliceerd in 1912 door Melvill.